# W Corvi
W Corvi är en förmörkelsevariabel av Beta Lyrae-typ (EB/KW:) i stjärnbilden  Korpen.
Stjärnan har en visuell magnitud som varierar mellan +11,16 och 12,5 med en period av 0,38808083 dygn eller 9,313940 timmar. Dess period har ökat med ungefär ¼ sekund på ett århundrade.